# Smilo Freiherr von Lüttwitz
Smilo Freiherr von Lüttwitz (Strasbourg em 23 de Dezembro de 1895 -  Coblenz, 19 de Maio de 1975) era um general alemão durante a Segunda Guerra Mundial.
Foi um oficial cadete em 1914 e serviu na cavalaria (dragoons). Continuou com a sua carreira militar no período de pós Primeira Guerra Mundial 1918.
No início da Segunda Guerra Mundial tinha a patente de Oberstleutnant e estava em postos de Aujudante com o XV Corpo de Exército. Assumiu o comando do Schtz.Rgt. 12 (16 de Junho de 1940) e 1. Schtz.Brig. (1 de Março de 1942).
Promovido para Oberst em 1 de Novembro de 1941, Lüttwitz obteve a patente de Generalmajor em 1 de Setembro de 1942 subinda após para Generalleutnant e General der Panzertruppe em 1 de Outubro de 1943 e 1 de Setembro de 1944.
Mais tarde estava no comando da 26ª Divisão Panzer (14 de Julho de 1942), XXXXVI Corpo Panzer (24 de Julho de 1944), 9º Exército (1 de Setembro de 1944) e por fim o LXXXV Corpo de Exército (31 de Março de 1945).
Após a guerra, ele retornou ao serviço ativo na Bundeswehr onde ele comandou um Corpo de Exército, com a patente de Generalleutnant. Faleceu em Coblenz em 19 de Maio de 1975.

## Condecorações
Foi condecorado com a Cruz de Cavaleiro da Cruz de Ferro (14 de Janeiro de 1942), com Folhas de Carvalho (16 de Março de 1944, n° 426) e Espadas (4 de Julho de 1944, n° 76) e a Cruz Germânica em Ouro (27 de Outubro de 1941).